# 爬竜

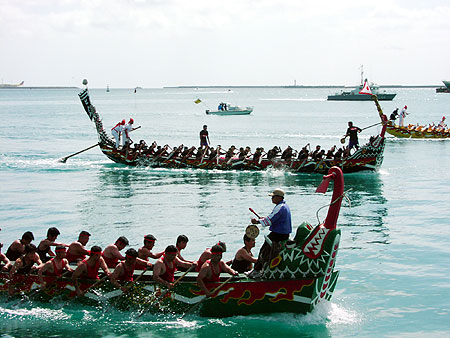
那覇ハーリー

爬竜（ハーリー）は、沖縄県を中心に九州など各地の漁港で行われる競漕とその祭りである。沖縄では毎年旧暦5月4日（ユッカヌヒー）に開催される。

## 概要
船を漕ぎ競い合うことで航海の安全や豊漁（大漁）を祈願する。那覇ハーリーでは竜頭・竜尾を備えた大型の爬竜船（はりゅうせん）が用いられるが、他のハーリーのほとんどでは装飾したサバニ（これを爬竜船と呼ぶこともある）が用いられる。糸満では「ハーレー」と呼ぶ。
基本的には「航海の安全」や「豊漁」を祈願する御願（ウガン）を主旨とした海の神事であるため、伝統に則り旧暦の5月4日に行うが、近年ではハーリーシーズンの日曜日や祝祭日・ゴールデンウィークなどにずらして催し、観光化する地域もある。
また、奄美群島各地でも同種の競漕が行われており、徳之島や与論島では「ハーレー」と呼ばれている。

## 名称と語源
「ハーリー」は「爬竜」の中国語読みとされる。
一方、糸満での「ハーレー」という名称について、糸満市では、古くから小舟を併走させて競漕するフナハラシのことを「ハレ」と呼んでいたことや、1711年に成立した琉球の古語辞典『混効験集』で「ハレ」という語を「走という事、はしれを中略也」と説明していることを指摘している。

## 起源
ハーリーの起源について、琉球王国の歴史書『球陽』は次の3説を挙げている。
- 三十六姓伝来説 - 閩人三十六姓が琉球に来て帰化し、那覇江でハーリーを行なった。
- 長濱大夫伝来説 - 長濱大夫という者が、南京で龍舟をならい、琉球に帰った後に龍舟を造って競渡をした。
- 汪応祖伝来説 - 南山王の弟汪応祖が南京に留学し、帰国後豊見城の城主となり、中国で見た龍舟を造って5月の始めに城下の江で競渡をした[6]。